# Liste der Naturschutzgebiete in Schwaben (Bayern)
Die Liste der Naturschutzgebiete in Schwaben (Bayern) bindet folgende Listen der Naturschutzgebiete in schwäbischen Landkreisen und Städten aus dem Artikelnamensraum ein:
- Liste der Naturschutzgebiete im Landkreis Aichach-Friedberg
- Liste der Naturschutzgebiete im Landkreis Augsburg
- Liste der Naturschutzgebiete in der Stadt Augsburg
- Liste der Naturschutzgebiete im Landkreis Dillingen an der Donau
- Liste der Naturschutzgebiete im Landkreis Donau-Ries
- Liste der Naturschutzgebiete im Landkreis Günzburg
- Liste der Naturschutzgebiete im Landkreis Lindau (Bodensee)
- Liste der Naturschutzgebiete in der Stadt Memmingen
- Liste der Naturschutzgebiete im Landkreis Neu-Ulm
- Liste der Naturschutzgebiete im Landkreis Oberallgäu
- Liste der Naturschutzgebiete im Landkreis Ostallgäu
- Liste der Naturschutzgebiete im Landkreis Unterallgäu

Die Auswahl entspricht dem Regierungsbezirk Schwaben (Bayern). Im Regierungsbezirk gibt es 59 Naturschutzgebiete (Stand November 2015). Das größte Naturschutzgebiet im Bezirk ist das Ammergebirge.
| Kissinger Heide |                                  | NSG-00083.01 WDPA: 82069  | Landkreis Aichach-Friedberg                              | Kissing Heide auf nacheiszeitlichen Schwemmschottern der östlichen Lechseite. | ⊙ | 42,63     | 1964 |
| Lechauwald bei Unterbergen |                                  | NSG-00377.01 WDPA: 164410 | Landkreis Landsberg am Lech, Landkreis Aichach-Friedberg | Merching Auwaldgebiet mit dominierenden Grauerlenwäldern, Kiefernwaldrelikten und Magerrasen ("Brennen"), dementsprechend reichhaltige Pflanzen- und Tierwelt. Teil der "Biotopbrücke Lechtal". LK Landsberg am Lech 153,35 ha, LK Aichach-Friedberg 215,57 ha | ⊙ | 368,92    | 1990 |
| Lechaue westlich Todtenweis |                                  | NSG-00422.01 WDPA: 318721 | Landkreis Aichach-Friedberg                              | Todtenweis Auwaldkomplex innerhalb des LSG "Lechauen bei Rehling und Todtenweis". | ⊙ | 140,64    | 1992 |
| Burghofweiher bei Langerringen |                                  | NSG-00701.01 WDPA: 344579 | Landkreis Augsburg                                       | Langerringen Aufgelassene lang gestreckte Kette kleinerer bis größerer Teiche im Verlauf des Röthenbachs westlich Burghof. | ⊙ | 21,25     | 2005 |
| Lechauen bei Thierhaupten |                                  | NSG-00348.01 WDPA: 82080  | Landkreis Augsburg                                       | Thierhaupten "Altwasser des Lechs (Ellgauer Speichersee), das im Zuge des Flussausbaues der 1960er Jahre erweitert wurde, mit Auwaldumgebung." | ⊙ | 105,36    | 1989 |
| Firnhaberauheide |                                  | NSG-00470.01 WDPA: 163103 | Augsburg                                                 | Augsburg "Schotterheiderest des ehemals ausgedehnten Lechheidegebietslandschaft im Unteren Lechgrieß." | ⊙ | 14,65     | 1984 |
| Stadtwald Augsburg |                                  | NSG-00469.01 WDPA: 30121  | Augsburg, Landkreis Aichach-Friedberg                    | Augsburg, Merching Größter zusammenhängender Auwaldbestand am Lech mit großer Biotopdichte. | ⊙ | 2.160,48  | 1994 |
| Apfelwörth |                                  | NSG-00518.01 WDPA: 162232 | Landkreis Dillingen an der Donau                         | Höchstädt Größtes und besterhaltenes Altwassersystem Schwabens mit großflächigen aquatischen und amphibischen Lebensräumen. | ⊙ | 187,82    | 1983 |
| Dattenhauser Ried | BW                               | NSG-00255.01 WDPA: 162711 | Landkreis Dillingen an der Donau                         | Bachhagel Eines der wenigen Juramoore und das größte Feuchtgebiet der gesamten Schwäbischen Alb. | ⊙ | 209,27    | 1985 |
| Gundelfinger Moos |                                  | NSG-00174.01 WDPA: 81785  | Landkreis Dillingen an der Donau                         | Gundelfingen Rest einer Flußtalvermoorung im Donauried, entstanden durch Versumpfung und gleichzeitig Quellwasserzutritte von der Schwäbischen Alb her. | ⊙ | 225,45    | 1983 |
| Naturwaldreservat Neugeschüttwörth |                                  | NSG-00113.01 WDPA: 82218  | Landkreis Dillingen an der Donau                         | Schwenningen Auwaldkomplex der Donau mit Altwassern und „Brenne“ gegenüber Gremheim. Reliktraum für Wasser- und Sumpfpflanzen und Vorkommen von Wiesenvögeln.                                                                                                  | ⊙ | 43,85     | 1978 |
| Donaualtwasser bei Leitheim |                                  | NSG-00471.01 WDPA: 162777 | Landkreis Donau-Ries                                     | Kaisheim Grundwassergespeister Altarm der Donau unter dem Steilhang der Donauleite bei Schloss Leitheim mit reicher Verlandungs- und Gewässervegetation. | ⊙ | 57,96     | 1992 |
| Donaualtwasser Schnödhof |                                  | NSG-00468.01 WDPA: 162778 | Landkreis Neuburg-Schrobenhausen, Landkreis Donau-Ries   | Marxheim Großer Altwasser-/Uferkomplex an der Donau mit weiten Verlandungszonen, Auwaldresten und mageren Auenwiesen. LK Neuburg-Schrobenhausen 58,62 ha, LK Donau-Ries 23,84 ha                                                                               | ⊙ | 82,46     | 1994 |
| Mertinger Hölle |                                  | NSG-00208.01 WDPA: 164612 | Landkreis Donau-Ries                                     | Mertingen Ausgedehnter Rest des früher bis hierher reichenden Donaurieds. | ⊙ | 143,28    | 1984 |
| Ofnethöhlen bei Holheim |                                  | NSG-00207.01 WDPA: 82277  | Landkreis Donau-Ries                                     | Holheim Wohnhöhle der Frühmenschen im Malmkalkfels. | ⊙ | 7,61      | 1984 |
| Priel |                                  | NSG-00283.01 WDPA: 165037 | Landkreis Donau-Ries                                     | Harburg Größte Jura-Karstquelle Schwabens in der Wörnitzschleife bei Ebermergen mit umgebenden Feuchtwiesen nebst Röhricht- und Buschbeständen. | ⊙ | 5,73      | 1986 |
| Vogelfreistätte Feldheimer Stausee |                                  | NSG-00159.01 WDPA: 82791  | Landkreis Donau-Ries                                     | Niederschönenfeld Stausee des Lechs kurz oberhalb seiner Einmündung in die Donau. | ⊙ | 99,68     | 1982 |
| Biberhacken |                                  | NSG-00519.01 WDPA: 162403 | Landkreis Günzburg, Landkreis Neu-Ulm                    | Bibertal Komplex mehrerer -inzwischen aufgelassener- unterschiedlicher großer Fischteiche auf der Grundlage eines früheren Altwassers der Donau. LK Günzburg 6,28 ha, LK Neu-Ulm 24,06 ha                                                                      | ⊙ | 30,34     | 1956 |
| Donauhänge und Auen zwischen Leipheim und Offingen | BW                               | NSG-00686.01 WDPA: 378063 | Landkreis Günzburg                                       | Leipheim Großflächiger, in zwei Teilbereiche gegliederter Komplex aus naturnahen Hangwäldern und Hartholzauenwäldern im Donautal. | ⊙ | 58,29     | 2006 |
| Jungholz bei Leipheim | BW                               | NSG-00135.01 WDPA: 82020  | Landkreis Günzburg                                       | Leipheim Auwald und markant geformter Donau-Leitensteilhang westlich der Autobahnbrücke bei Leipheim. | ⊙ | 32,05     | 1980 |
| Leipheimer Moos |                                  | NSG-00425.01 WDPA: 164424 | Landkreis Günzburg                                       | Leipheim Kalkreiches Niedermoor auf nach Entwässerung degradiertem Standort, Relikt einer ehemals größeren Vermoorung der Donau-Niederung. | ⊙ | 183,18    | 1992 |
| Mindelrieder Paradies |                                  | NSG-00091.01 WDPA: 164626 | Landkreis Günzburg                                       | Balzhausen Entwässertes und deshalb verbuschendes Niedermoor an der Flossach. | ⊙ | 31,79     | 1970 |
| Nauwald |                                  | NSG-00164.01 WDPA: 82219  | Landkreis Günzburg                                       | Günzburg Naturnaher Hartholzauenwaldrest. | ⊙ | 167,92    | 1982 |
| Taubried | BW                               | NSG-00623.01 WDPA: 165838 | Landkreis Günzburg                                       | Ellzee Vermoorung des Günztals, von der bewaldeten Günzleite bis an den Günzlauf reichend, die aus der Versumpfung einer Mulde im Talboden hervorgegangen ist.                                                                                                 | ⊙ | 56,66     | 2003 |
| Topflet und Obere Aschau | BW                               | NSG-00749.01              | Landkreis Günzburg, Landkreis Dillingen an der Donau     | Günzburg, Gundelfingen an der Donau Der Donauabschnitt umfasst naturnahe Auwaldbestände, Kalkmagerrasen, ein verzweigtes Netz von Gewässern und das auetypische Geländerelief. LK Dillingen 22,55 ha, LK Günzburg 105,30 ha                                    | ⊙ | 127,85    | 2013 |
| Vogelfreistätte Oberegger Stausee |                                  | NSG-00341.01 WDPA: 166074 | Landkreis Günzburg                                       | Wiesenbach Im Jahre 1942 aufgestauter flacher See der Günz südlich des Ortsteils Oberegg, mit Verlandungsvegetation im Einlaufbereich und v. a. am Westufer.                                                                                                   | ⊙ | 38,85     | 1989 |
| Bichlweiher und Bichlweihermoos | BW                               | NSG-00103.01 WDPA: 81396  | Landkreis Lindau (Bodensee)                              | Bodolz Ein durch jahrhundertealten Bach-Aufstau entwickelter flachgründiger Weiher in extensiv genutzter Wiesenumgebung. | ⊙ | 12,71     | 1983 |
| Degermoos | BW                               | NSG-00423.01 WDPA: 162714 | Landkreis Lindau (Bodensee)                              | Hergatz Großflächiger vorentwässerter Moorkomplex überwiegend wenig intensiver Bodennutzung mit weiten Übergangsbereichen zum Mineralboden. | ⊙ | 71,72     | 1985 |
| Eistobel |                                  | NSG-00093.01 WDPA: 81596  | Landkreis Lindau (Bodensee)                              | Grünenbach Unverbaute Schluchtstrecke der Oberen Argen in Molassegesteinen des Westallgäuer Berglandes mit Wasserfällen, Stromschnellen, Strudellöchern, Felsstürzen und geologisch-morphologisch interessanten Bildungen.                                     | ⊙ | 70,15     | 1985 |
| Mittelseemoos | BW                               | NSG-00110.01 WDPA: 82168  | Landkreis Lindau (Bodensee)                              | Wasserburg (Bodensee) Mulden-Flachmoor nordöstlich von Wasserburg zwischen Drumlins der Grundmoräne über einem nacheiszeitlich verlandeten See (Mittelsee). | ⊙ | 6,68      | 1978 |
| Reutiner Bucht |                                  | NSG-00676.01 WDPA: 344831 | Landkreis Lindau (Bodensee)                              | Lindau Mit vollständiger für den Bodensee typischer Zonierung ist hier ein naturnaher Ausschnitt des bayerischen Bodenseeufers erhalten. | ⊙ | 27,04     | 2005 |
| Rohrachschlucht |                                  | NSG-00424.01 WDPA: 165206 | Landkreis Lindau (Bodensee)                              | Scheidegg Tief in die Molasse eingegrabener Tobel der zum Bodensee entwässernd Rohrach (Rickenbach) mit Anrissen, Rutschhängen und einer Vielzahl von Quellaustritten.                                                                                         | ⊙ | 170,09    | 1992 |
| Spatzenwinkel | BW                               | NSG-00624.01 WDPA: 319120 | Landkreis Lindau (Bodensee)                              | Lindau Der Spatzenwinkel beim Weiler Goldschmidsmühle ist ein auf staunassem Boden entstandener Niedermoorkomplex. | ⊙ | 25,76     | 2003 |
| Stockenweiler Weiher | BW                               | NSG-00206.01 WDPA: 165748 | Landkreis Lindau (Bodensee)                              | Hergensweiler Im Rückzugsbecken des kaltzeitlichen Rhein-Gletschers gelegener Teich mit Schilfröhricht und Streuwiesenumgebung. Reiche Wasser- und Ufervegetation, besondere Vogelvorkommen sowie Lurche, Schmetterlinge und Libellenarten.                    | ⊙ | 34,22     | 1984 |
| Trogener Moore | BW                               | NSG-00560.01 WDPA: 319228 | Landkreis Lindau (Bodensee)                              | Weiler-Simmerberg Nur in den Randwäldern erschlossen, der vorherrschende Mooranteil ist unzugänglich. | ⊙ | 45,76     | 1999 |
| Wasserburger Bucht |                                  | NSG-00237.01 WDPA: 82868  | Landkreis Lindau (Bodensee)                              | Wasserburg (Bodensee) Flache Bodensee-Bucht mit vollständiger Verlandungszone. | ⊙ | 5,77      | 1985 |
| Obere und Untere Au | BW                               | NSG-00552.01 WDPA: 318874 | Landkreis Neu-Ulm                                        | Senden Linksseitiges Illerufer westlich Senden an der Landesgrenze zu Baden-Württemberg. | ⊙ | 63,81     | 1998 |
| Wasenlöcher bei Illerberg | BW                               | NSG-00490.01 WDPA: 166181 | Landkreis Neu-Ulm                                        | Senden Rest eines der wenigen Moore des Unteren Illertals, mit Anschluss an die östliche Illerleite, diese mit quellendurchzogenem Hangwaldgürtel. | ⊙ | 68,81     | 1995 |
| Wochenau und Illerzeller Auwald | BW                               | NSG-00473.01 WDPA: 166345 | Landkreis Neu-Ulm                                        | Senden Naturnaher Auwaldkomplex beiderseits der unteren Iller, der auf der westlichen Illerseite gelegentlich überschwemmt wird. | ⊙ | 185,35    | 1994 |
| Allgäuer Hochalpen |                                  | NSG-00400.01 WDPA: 64661  | Landkreis Oberallgäu                                     | Sonthofen Hochmontaner bis hochalpiner schwäbischer Anteil der Nördlichen Kalkalpen. | ⊙ | 20.796,64 | 1992 |
| Breitenmoos |                                  | NSG-00489.01 WDPA: 162551 | Landkreis Oberallgäu                                     | Buchenberg Moor-Schwerpunktvorkommen der Grundmoräne in montaner Lage über Molassesockel. Moor-Bestandstypenvielfalt in typischer und meist vollständiger Zonierung.                                                                                           | ⊙ | 85,77     | 1980 |
| Hochmoore im Kemptener Wald: Staatswaldabteilungen Teufelsküche, Sommerhof, Unterlangmoos, Oberlangmoos des ausmärkischen Forstamtsbezirkes Kemptener Wald | BW                               | NSG-00071.01 WDPA: 163712 | Landkreis Oberallgäu                                     | Kempter Wald Bergkiefern-Waldhochmoore des Kempter Waldes, die sich in Mulden der Grundmoränenlandschaft gebildet haben. | ⊙ | 303,10    | 1955 |
| Hoher Ifen |                                  | NSG-00081.01 WDPA: 4412   | Landkreis Oberallgäu                                     | Balderschwang Bergmassiv im Bereich der Helvetischen Kreide aus hartem Schrattenkalk mit eigentümlichen Verwitterungsformen. | ⊙ | 2.450,66  | 1964 |
| Hölzlers Tobel |                                  | NSG-00085.01 WDPA: 81927  | Landkreis Oberallgäu                                     | Buchenberg Steilhang-Mischwaldkomplex an der oberen Rottach. | ⊙ | 6,28      | 1966 |
| Rohrbachtobel im Wierlinger Forst |                                  | NSG-00080.01 WDPA: 82433  | Landkreis Oberallgäu                                     | Waltenhofen, Buchenberg Tief eingeschnittener Tobel des Rohrbaches im Wirlinger Wald mit Steilhängen. | ⊙ | 13,96     | 1960 |
| Rottachmoos |                                  | NSG-00082.01 WDPA: 82453  | Landkreis Oberallgäu                                     | Oy-Mittelberg Hochmoor im oberen Rottachtal bei Unterzollhaus mit gehölzfreier Moormitte. | ⊙ | 4,94      | 1964 |
| Schlappolt |                                  | NSG-00298.01 WDPA: 165402 | Landkreis Oberallgäu                                     | Oberstdorf In Bayern einziger Flyschbereich, der nahezu die alpine Höhenstufe erreicht. | ⊙ | 163,43    | 1986 |
| Schönleitenmoos im Wierlinger Forst |                                  | NSG-00079.01 WDPA: 82549  | Landkreis Oberallgäu                                     | Weitnau Spirken-Hochmoor mit typischem Übergang Latschenmoor. | ⊙ | 23,49     | 1960 |
| Widdumer Weiher |                                  | NSG-00539.01 WDPA: 319328 | Landkreis Oberallgäu                                     | Waltenhofen, Sulzberg (Oberallgäu) Feuchtkomplex, geprägt von einem eutrophen früheren Fischweiher mit ausgeprägter Schwimmblatt- und Verlandungsvegetation.                                                                                                   | ⊙ | 29,96     | 1998 |
| Aggenstein |                                  | NSG-00084.01 WDPA: 81251  | Landkreis Ostallgäu                                      | Pfronten Felspyramide (1987 m NN) aus Hauptdolomit mit reicher kalkholder Alpenflora. | ⊙ | 87,23     | 1965 |
| Ammergebirge |                                  | NSG-00274.01 WDPA: 4419   | Landkreis Garmisch-Partenkirchen, Landkreis Ostallgäu    | Schwangau Eine der repräsentativsten Hochlagen-Moorlandschaften der gesamten Alpen. LK Garmisch-Partenkirchen 18.496,84 ha, LK Ostallgäu 10.380,07 ha | ⊙ | 28.876,91 | 1993 |
| Attlesee |                                  | NSG-00106.01 WDPA: 81322  | Landkreis Ostallgäu                                      | Nesselwang Voralpensee der Grundmoränenlandschaft nahe dem Alpenrand. | ⊙ | 37,15     | 2000 |
| Bannwaldsee |                                  | NSG-00495.01 WDPA: 162336 | Landkreis Ostallgäu                                      | Schwangau Teilverlandeter Zungenbeckensee mit einem großflächigen Netzwerk von Mooren, Feuchtwiesen und Halbtrockenrasen. | ⊙ | 557,86    | 2003 |
| Räsenmoos | BW                               | NSG-00509.01 WDPA: 165103 | Landkreis Ostallgäu                                      | Marktoberdorf Weitgehend ursprüngliches Hochmoor und Übergangsmoor vom Typus Spirkenfilz. | ⊙ | 49,27     | 1996 |
| Schornmoos | Nagelfluhfindlinge im Schornmoos | NSG-00072.01 WDPA: 82554  | Landkreis Ostallgäu                                      | Unterthingau Naturbelassenes Bergkiefernhochmoor in einem von Rückzugs- und Grundmoränen. | ⊙ | 75,62     | 1956 |
| Benninger Ried |                                  | NSG-00086.01 WDPA: 81384  | Memmingen, Landkreis Unterallgäu                         | Benningen Letzter flächiger Kalkquellsumpf des nördlichen Alpenvorlands knapp vor dem Moränengürtel. Memmingen 0,04 ha, LK Unterallgäu 21,29 ha | ⊙ | 21,33     | 1992 |
| Hundsmoor |                                  | NSG-00293.01 WDPA: 163826 | Landkreis Unterallgäu                                    | Westerheim Eines der wenigen relativ gut erhaltenen Riede auf grundwassernahen Talböden Mittelschwabens im Naturraum. | ⊙ | 21,24     | 1986 |
| Kettershausener Ried |                                  | NSG-00551.01 WDPA: 318645 | Landkreis Unterallgäu                                    | Kettershausen Talvermoorung aus Dellen-Versumpfung des Günztalreliefs, unweit der bewaldeten Günztalleite, im Osten fast an den Günzlauf angrenzend. | ⊙ | 44,33     | 1998 |
| Pfaffenhauser Moos |                                  | NSG-00128.01 WDPA: 82316  | Landkreis Unterallgäu                                    | Pfaffenhausen Mindeltal-Nieder-Zwischenmoor nördlich von Mindelheim, gebildet in einer versumpfenden abflussschwachen Gelände-Senke unter Einfluss regelmäßiger Mindelhochwässer.                                                                              | ⊙ | 51,52     | 1980 |
| Legende für Naturschutzgebiet |                                  |                           |                                                          | |   |           |      |